# Alphonse-François Renard
Pour les articles homonymes, voir Renard (homonymie).
Alphonse-François Renard, né le 27 septembre 1842 à Renaix, (Belgique) et décédé le 9 juillet 1903 à Bruxelles, était un géologue et minéralogiste belge de renom.

## Biographie
Jeune surveillant au collège Notre-Dame de la paix à Namur (1866-1869), Renard entre chez les jésuites en 1870. Il fait son noviciat à Maria-Laach en Allemagne. En parallèle à ses études de philosophie il commence à s’intéresser à la géologie et poursuit des études en chimie et minéralogie. De 1874 à 1883 il est professeur de sciences au théologat des jésuites de Louvain. Dans l’entre-temps, en 1877, il avait été nommé conservateur du musée royal d'histoire naturelle de Bruxelles. La même année il est ordonné prêtre.
Son premier mémoire scientifique sur la stratigraphie minéralogique des roches ardennaises (1876), fait en collaboration avec Charles-Louis de La Vallée Poussin, professeur à l'Université catholique de Louvain, le fait connaître dans le monde scientifique.
En 1882 il arrête son enseignement à Louvain.
Il quitte la Compagnie de Jésus l’année suivante (1883) tout en restant prêtre.
À partir de 1888 il enseigne la cristallographie, la minéralogie et la paléontologie stratigraphique à l’université de Gand, un poste qu’il gardera jusqu’à sa mort. En 1885 il reçoit la médaille Bigsby de la Geological Society of London dont il devient un membre actif très écouté.
En association avec le célèbre océanographie anglais Sir John Murray, il publie ses observations sur le Report Of The Scientific Results of the Exploring Voyage of H.M.S. Challenger during the years 1873-76.  Son livre Notion de Minéralogie, publié en 1900 fait autorité.
Son enthousiasme pour la science et une conception de plus en plus matérialiste du monde l’éloigne du sacerdoce et même de la foi catholique. Il quitte la prêtrise en  1901 et abandonne la foi chrétienne.
Renard se marie civilement en 1902.
Il devient membre de la loge "Les Amis philanthropes".
Il meurt à Ixelles (commune de Bruxelles) le 3 juillet 1903. Une rue de la commune porte son nom.